# Perigrapha cincta
Perigrapha cincta là một loài bướm đêm trong họ Noctuidae.